# أندرو بيج
أندرو بيج (بالإنجليزية: Andrew Page)‏ هو دبلوماسي بريطاني، ولد في 17 سبتمبر 1965.